# Oesterreichische Flugzeugfabrik
La Oesterreichische Flugzeugfabrik AG, abbreviata Oeffag, era un'azienda attiva principalmente nella produzione bellica ed aeronautica con sede a Wiener Neustadt, nell'allora Impero austro-ungarico, tra il 1915 ed il 1928.

## Storia
Nel mese di dicembre del 1913, alla società Oesterreichische Daimler Motoren, sussidiaria della Škodawerke AG, una tra le maggiori fabbriche di armamenti dell'epoca, fu concesso di costruire una fabbrica di aerei in Steinfeld, nei sobborghi di Wiener Neustadt.
Nel marzo del 1915, il Dr. h.c. Karl Freiherr von Skoda, il delegato per la banca Österreichische Creditanstalt für Handel und Gewerbeper e Ferdinand Porsche, direttore tecnico di Austro-Daimler AG, firmarono l'atto costitutivo della nuova società denominata Oesterreichische Flugzeugfabrik AG, per una quota capitale pari a 600 000 corone. L'ingegner Leo Portsch della società Škoda divenne il direttore generale mentre l'ingegner Karl Ockemüller fu designato direttore tecnico. Ockemüller in collaborazione con l'ingegner Eduard Zaparka progettò il primo prototipo della Oeffag, un biposto contrassegnato dal numero 50.01.
La società ricevette il primo ordine dalla k.u.k. Luftfahrtruppen (LFT) per la costruzione di 25 Oeffag C.I serie 51, un velivolo biposto direttamente derivato dal prototipo 50.01, cui seguirono due ulteriori serie da 32 velivoli per la versione C.II (serie 52 e 52.5). Successivamente, la società ricevette ordini anche dalla k.u.k. Kriegsmarine per la costruzione di idrovolanti a scafo centrale tipo K. Nel 1916, la Oeffag acquisì i diritti di produzione dell'Albatros D.III e il 4 dicembre fu firmato il primo ordine per la costruzione del nuovo aeroplano, che prevedeva una serie di 16 Albatros D.II e 34 D.III, al prezzo di 30 500 corone ciascuno, senza propulsore.
Al termine della prima guerra mondiale, a causa del trattato di Versailles, la produzione di velivoli venne vietata e l'azienda si limitò a produrre componenti per automobili ed autobus per conto della Austro-Daimler. Nel 1928 la Oeffag, l'Austro-Daimler e la Puch si fusero nella Austro-Daimler-Puchwerke AG che a sua volta, nel 1934, si fuse con la Steyr-Werke AG fondando la Steyr-Daimler-Puch AG, o più semplicemente Steyr-Puch.

## Velivoli prodotti

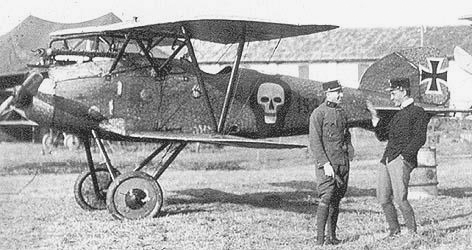
L'asso Godwin Brumowski, a sinistra nella foto, accanto al suo Albatros (Oef) D.III Typ 153 da lui utilizzato con la FliK 41J e riconoscibile dal teschio dipinto ai lati della fusoliera. Accanto a lui l'altro asso Frank Linke-Crawford. Aeroporto (ora scomparso) di Torresella, vicino a Fossalta di Portogruaro, fronte italiano.

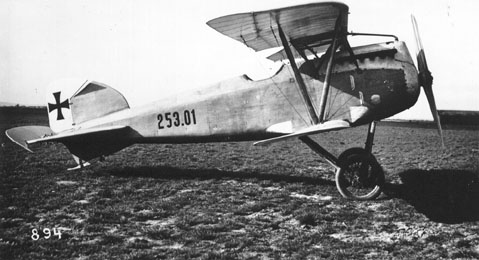
Albatros (Oef) D.III Typ 253.

### 1915
Tutti i velivoli erano ricognitori biplani di propria progettazione e produzione:
- Oeffag C.I Typ 51 - 24 esemplari
- Oeffag C.II Typ 52 - 32 esemplari
- Oeffag C II Typ 52.5 - 32 esemplari

### 1916
I velivoli prodotti erano motorizzati con unità Austro-Daimler da
- 150 PS: Oeffag C.I
- 160 PS: Oeffag C.II Typ 52, Type K (Weichmann 1916)
- 185 PS: Oeffag C.II Typ 52.5, Albatros (Oef) D.II e D.III (Typ 53 e 53.2)
- 200 PS: Albatros (Oef) D.III Typ 153
- 225 PS: Albatros (Oef) D.III Typ 253
- 335 PS: Type K (Weichmann 1917), Type R (Oeffag F/Mickl 1918), Type G (Mickl 1916/17)